# مختلفة (فلم)
المتباينة أو مختلفة (بالإنجليزية: Divergent) هو فيلم ديستوبي، وخيال علمي، وأكشن أمريكي تم إصداره في 2014 ومن إخراج نيل بيرغر، وهو فيلم مُقتبس من رواية 2011 التي تحمل نفس الاسم لفيرونيكا روث. الفيلم هو الأول من سلسلة المختلفة وأُنتج بواسطة لوسي فيشر، وبويا شهبازيان، ودوغلاس ويك، وسيناريو إيفان داوغرتي، وفانسيا تايلور. وهو من بطولة شايلين وودلي، وثيو جيمس، وآشلي جود، وجاي كورتني، وراي ستيفنسون، وزوي كرافيتز، ومايلز تيلر، وطوني غولدوين، وأنسيل إلغورت، وماجي كيو. حدثت القصة في شيكاغو المدينة الفاسدة ومدينة ما بعد نهاية العالم التي انقسم الناس فيها إلي فصائل مختلفة مأخوذة من فضائل الإنسان. حُذرت بياتريس بريور من أنها مختلفة وهؤلاء لن ينسجموا مع أي أحد من هذه الفصائل. تعلم في وقت قريب أن مؤامرة شريرة ستصيب المجتمع الذي يبدو مثاليًا.
بدأ تطوير فيلم مختلفة في مارس 2011 عندما حصلت سمت إنترتاينمنت علي حقوق الفيلم من الرواية مع شركة دوغلاس ويك ولوسي فيشر الإنتاجية ريد واغن إنترتاينمنت. بدأ التصوير الرئيسي في 16 أبريل 2013، وانتهي في 16 يوليو 2013، مع إعادة تصوير في الفترة ما بين 24–26 يناير 2014. تم تصوير الإنتاج في الغالب في شيكاغو.
تم إصدار فيلم مختلفة في 21 مارس 2014، في الولايات المتحدة. تلقي الفيلم مراجعات مُختلطة: علي الرغم من أن مشاهد الأكشن والأداء، بالأخص أداء وودلي، قد أُشيد بهما، اعتبر النقاد التنفيذ ومعالجة مواضيعه عام وغير أصلي، وقارنوه باقتباسات أدب الشباب البالغين الأخري بشكل غير سلبي. حقق الفيلم 288 مليون دولار عالميًا أمام ميزانيته التي بلغت 85 مليون دولار. تم إصداره علي الدي في دي والبلو راي في 5 أغسطس 2014.
تم إصدار التتمة، المتمردة، في 20 مارس 2015، في الولايات المتحدة والبلدان الأخري. تم إصدار الفيلم الثالث، المخلصة، في 18 مارس 2016.

## القصة
في مدينة شيكاغو الفاسدة المستقبلية، ينقسم المجتمع إلي خمس فصائل: إنكار الذات (الغير أنانيين)، والمودة (المُسالِمين)، والصدق (الصادقين)، والشجعان (البواسل)، والأذكياء (المفكرين). ليس لدي السكان الباقين، عديمي الفصائل، حالة أو ميزة. وقت بلوغ 16 عامًا، يخضع الأطفال لاختبار القدرات النفسية الناجم عن المصل الذي يشير إلى فصيلهم الأنسب، لكن يمكنهم اختيار أي فصيلة لتكون مجموعتهم الدائمة في حفل الاختيار اللاحق.
وُلدت بياتريس بريور لدي فصيلة المتطوعين، والذين يديرون الحكومة. يعمل والدها أندرو في مجلس الحكم جنبًا إلى جنب مع زعيم فصيلة إنكار الذات ماركوس إيتون. بعد أن أظهرت نتائج اختبارها سمات متساوية من فصائل متعددة (إنكار الذات، والأذكياء، والشجعان)، ما يجعلها مختلفة، فإن مراقبتها، توري وو، وهي امرأة من فصيلة الشجعان، تسجل نتائجها على أنها من فصيلة إنكار الذات، وتحذرها من إخفاء نتائجها الحقيقية، وتقول إنه نظرًا لأن المختلفين يمكنهم التفكير بشكل مستقل والشعور بأي أمصال تُحقن فيهم، تشعر الحكومة أنهم يهددون النظام الاجتماعي القائم.
في اليوم التالي، وفي حفل الاختيار، اختار شقيق بياتريس كالب فصيلة الأذكياء، بينما، وبعد بعض التردد، اختارت هي فصيلة الشجعان. بعد ذلك، قابلت كريستينا، وآل، وويل، وهؤلاء هم ثلاثة من فصائل أخري انتقلوا لفصيلة الشجعان. كريستينا وآل من فصيلة المودة، وويل من فصيلة الأذكياء. يذكّر إريك كولتر، قائد فصيلة الشجعان الوحشي، المبادرين بأن أي شخص لا يفي بتوقعات الفصيلة العالية بالالتزام والشجاعة سيصبح بلا فصيلة. تتطوع بياتريس للقفز من مبنى مرتفع إلى حفرة مُظلمة وتهبط في شبكة. عندما يسألها فور، مدرب المبادرين المنتقلين، عن اسمها، تختصره لـ"تريس"، متخلصة من هويتها السابقة.
تعاني تريس في البداية في تدريبات فصيلة الشجعان وتحتل مرتبة أدني بكثير عن الحد الفاصل بعد التقييم الأول، لكن بمساعدة فور، تتحسن ببطء. يضعها إريك ضد خصمها، بيتر هايز المتنقل من فصيلة الصدق، في مباراة، والتي تنتهي بهزيمة تريس ودخولها المستوصف. لعدم رغبتها في تفويت الاختبار الأهم، التقط العلم، تغادر المستوصف، وتنضم للمبادرين الآخرين، وتضمن فوز فريقها، وتقوم بالمشهد النهائي. في المرحلة التالية من التدريب، يواجه المبادرين مخاوفهم الأسوأ في جلسات محاكاة نفسية. يسمح اختلاف تريس لها بحل الاختبارات بطريقة إبداعية، لكن فور يحذرها من إخفاء قدراتها وحلها كما يفعل الشجعان العاديين. تزور تريس كالب، والذي يخبرها أن فصيلة الأذكياء يخططون للإطاحة بفصيلة إنكار الذات. عندما عادت، هاجمها آل، وبيتر، وزميلتهما درو المتنقلة من فصيلة الصدق قبل أن ينقذها فور. في اليوم التالي، يتوسل آل إلى تريس أن تسامحه لكنها ترفض وتصفه بالجبان. يقتل نفسه فيما بعد بالقفز إلى "الحفرة،" بدلاً من التعايش مع العار.
لإعدادها للاختبار الأخير، يأخذ فور تريس في جلسة محاكاة خوفه الخاص به، حيث تعلم أنه توبياس إيتون، وكان والده ماركوس يضربه عندما كان طفلاً. ثم اجتازت تريس اختبارها وتنضم رسميًا إلى فصيلة الشجعان. يتم حقن الشجعان الآخرين بمصل من فصيلة الأذكياء، من المُفترض للتتبع ولكن في الواقع للتحكم بالعقل. في صباح اليوم التالي، تستعد فصيلة الشجعان لإعدام فصيلة نكران الذات بناءً علي أوامر فصيلة الأذكياء. نظرًا لأن المصل فشل علي المختلفون، يجب أن تندمج تريس لتجنب الشك. تجد فور، والذي يكشف عن نفسه بأنه مختلف. عندما تتحرك فصيلة الشجعان لمداهمة فصيلة نكران الذات، ينفصل الاثنان عن المجموعة ويحاولان العثور علي والدي تريس، إلا أن إريك، والذي يدرك أن فور ليس تحت السيطرة، يُلقى القبض عليهما، ويأخذ فور إلي الحجز ويأمر بإعدام تريس. تظهر والدتها ناتالي وتنقذها لكنها تُقتل أثناء محاولتهما الهرب.
تجد تريس والدها مختبئًا مع كالب، وماركوس، والعديد من أعضاء فصيلة إنكار الذات. تتسلل المجموعة إلي مقر قيادة فصيلة الشجعان، حيث تواجه تريس بيتر وتجبره علي قيادتهم إلي مركز تحكم فصيلة الأذكياء. يُضحي والدها بنفسه في تبادل إطلاق نار، وتذهب تريس بمفردها للعثور علي فور، والذي صار الآن تحت أقوي سيطرة عقلية صُممت للمختلفين. مدركةً لمخاوفه، تمكنت من إيقاظه من سيطرة العقل، ويدخل كلاهما غرفة التحكم المركزية، حيث تكاد قائدة فصيلة الأذكياء جانين ماثيوز تجعل فصيلة الشجعان يعدمون فصيلة إنكار الذات بأكملها. تستعمل تريس عينة من مصل السيطرة علي العقل عليها لإجبارها على إلغاء البرنامج. تهرب المجموعة من المُجمع وتستقل قطارًا خارج المُجمع.

## الممثلين
- شايلين وودلي في دور بياتريس "تريس" بريور، فتاة تبلغ من العمر 16 عامًا كانت سابقًا في فصيلة إنكار الذات وتنضم إلى فصيلة الشجعان.
  - إليز كول في دور تريس ذات العشرة أعوام.
- ثيو جيمس في دور توبياس "فور" إيتون، مُدرب فصيلة الشجعان الذي يصبح حبيب تريس.
- آشلي جود في دور ناتالي بريور، والدة تريس.
- جاي كورتني في دور إريك كولتر، زعيم فصيلة الشجعان عديم الرحمة.
- راي ستيفنسون في دور ماركوس إيتون، زعيم مجلس فصيلة إنكار الذات ووالد فور.
- زوي كرافيتز في دور كريستينا، عضوة جديدة في فصيلة الشجعان وصديقة تريس.
- مايلز تيلر في دور بيتر هايز، عضو في فصيلة الشجعان الذي كان عضوًا أصليًا في فصيلة الصدق.
- طوني غولدوين في دور أندرو بريور، والد تريس وعضو في فصيلة إنكار الذات.
- أنسيل إلغورت في دور كاليب بريور، شقيق تريس الذي هو عضو في فصيلة الأذكياء.
- ماجي كيو في دور توري وو، مسؤولة اختبار تريس.
- ميكي فايفر في دور ماكس
- كيت وينسليت في دور جانين ماثيوز، زعيمة فصيلة الأذكياء.
- بن لويد-هيوز في دور ويل
- كريستيان مادسن في دور ألبرت
- ايمي نيوبولد في دور مولي أتوود

## الميزانية والإيرادات
بلغت تكلفة إنتاج الفيلم حوالي 90 مليون دولار. حقق الفيلم 150.9 مليون دولار في أمريكا الشمالية، و137.9 مليون دولار في بلدان أخرى، ليصبح المجموع في جميع أنحاء العالم 288.9 مليون دولار. عند احتساب جميع النفقات، قدّرت ددلاين هوليوود أن الفيلم حقق ربحًا قدره 71.87 مليون دولار، عند احتساب جميع الإيرادات والمصروفات معًا.
في أسبوعه الافتتاحي، حقق الفيلم المركز الأول في التصنيف المحلي والعالمي لشباك التذاكر بواسطة رن تراك. حقق الفيلم 4.9 مليون دولار في عروض آخر الليل، في يوم الخميس 20 مارس 2014. في يومه الافتتاحي، حقق الفيلم 22.8 مليون دولار في الولايات المتحدة (بما في ذلك إجمالي ليلة الخميس). جمع فيلم مختلفة 54،607،747 دولار من 3،936 دور عرض بمتوسط مقداره 13،873 لكل دار عرض، في أسبوعه الافتتاحي في الولايات المتحدة وكندا وحقق 1.7 مليون دولار عالميًا من أربع أقاليم، بمجموع عالمي بلغ 56،307،747 دولار.

## روابط خارجية
- مقالات تستعمل روابط فنية بلا صلة مع ويكي بيانات
- الموقع الرسمي
- مختلفة على فهرس معهد الفيلم الأمريكي